# سدة (فورغ)
سدة (بالفارسية: سده) هي قرية تقع في إيران في ناحية فورغ. يقدر عدد سكانها بـ 616 نسمة بحسب إحصاء 2016.